# Asedio de Toul
El Asedio de Toul fue el sitio que sufrió la ciudad francesa fortificada de Toul del 16 de agosto al 23 de septiembre de 1870 a manos de las unidades prusianas, bávaras y de Wurtemberg durante la guerra franco-prusiana. La ciudad dominaba una línea de ferrocarril que se dirigía a Alemania y era vital para garantizar a los alemanes el abastecimiento y traer refuerzos a la Francia septentrional 
Los alemanes trataron de conquistar infructuosamente la fortaleza el 16 de agosto y sufrieron grandes pérdidas. Tras treinta y siete días de cerco, la artillería de asedio alemana emprendió un bombardeo con sesenta y dos cañones y obuses a las 5:30 del 23 de septiembre y la fortaleza se rindió a las 15:30. Los alemanes capturaron 2349 soldados franceses y 71 cañones de la fortaleza, se apoderaron de abundantes suministros y amplió la longitud de ferrocarril en poder alemán, acercando los trenes a las fuerzas alemanas que asediaban París.

## Antecedentes
Durante la campaña alemana en Francia septentrional en 1870, y especialmente después de que los ejércitos alemanes comenzasen a avanzar hacia París, el alto mando alemán consideró crucial apoderarse de Toul, que controlaba una línea férrea que conectaba con Alemania. Toul, situado en un valle entre el canal Marne-Rin y el Mosela, estaba protegida por nueve bastiones, algunos defensas exteriores, fosos con agua, entre ellos uno de doce metros de ancho, y un sistema de esclusas que permitía inundar la tierra en torno a la ciudad. El monte St. Michel, de 125 m de altitud, está al norte, las colinas Dommartin-lès-Toul, al este, y la meseta de Choloy al suroeste y la fortaleza carecía de protección contra bombas, lo que le hacía vulnerable al bombardeo de artillería; por añadidura, los cerros y pueblos cercanos facilitaban el acercamiento de la infantería.

## Preludio
El escuadrón del capitán Von Trotha del 2.º Regimiento de Dragones de la Guardia acometió a algunos cazadores montados cerca de Toul el 14 de agosto. La escaramuza se tornó confusa y los franceses se retiraron a los suburbios, sin que recibiesen auxilio alguno de la fortaleza. Von Trotha dedujo que la guarnición era débil, por lo que envió un emisario para reclamar su rendición. El alcaide francés, el mayor Huck, lo despidió sin más y seguidamente los franceses empezaron a disparar al destacamento alemán desde las casas y los jardines cercanos. La caballería alemana logró abrirse paso y destruyó las esclusas que controlaban el flujo de agua en los canales.
El capitán Von Rosen del 2.º Escuadrón del 3.º Regimiento de Lanceros de la Guardia volvió a exigir la rendición el 15 de agosto; su unidad había avanzado hacia la fortaleza, sin sufrir bajas. El alcaide volvió a rechazar capitular, y los alemanes se retiraron a Ménil-la-Tour por la tarde.

## Golpe
El general de la Infantería Gustav von Alvensleben, jefe del IV Cuerpo, animado por la débil resistencia de Toul ante estos grupos de avanzadilla, decidió la mañana del 16 agosto enviar un destacamento a inspeccionar la fortaleza e intentar apoderarse de ella por sorpresa. Los habitantes indicaron a los alemanes que Toul solamente contaba con unos mil o mil doscientos miembros de la Guardia Móvil como guarnición. Alvensleben ordenó a la vanguardia del  IV Cuerpo, la 14.ª Brigada de Infantería, compuesta  por los regimientos de infantería 27.º y 93.º, el 7.º Regimiento de Dragones, las baterías ligeras primera y segunda, dos compañías de pioneros y la unidad de pontoneros, que mandaba  el general Von Zychlinski, que avanzase hasta Francheville a las 11:00, donde ya se hallaba la 2.ª batería.
Las dos baterías pesadas avanzaron hacia la fortificación y batieron sus muros a un kilómetro y medio de distancia, la primera desde el este y la segunda desde el monte St. Michel, al norte. Dos cañones de la batería ligera acudieron a reforzar la posición del monte St. Michel y los otros cuatro quedaron de reserva. Los dragones, a pie, y los soldados del 2.º Batallón de l 93.º Regimiento protegían los cañones. El bombardeo resultó ineficaz y los franceses respondieron al fuego alemán con seis de sus cañones, escondidos tras unos árboles. Alvensleben acudió a la posición y ordenó entonces bombardear la ciudad hasta que se rindiese.

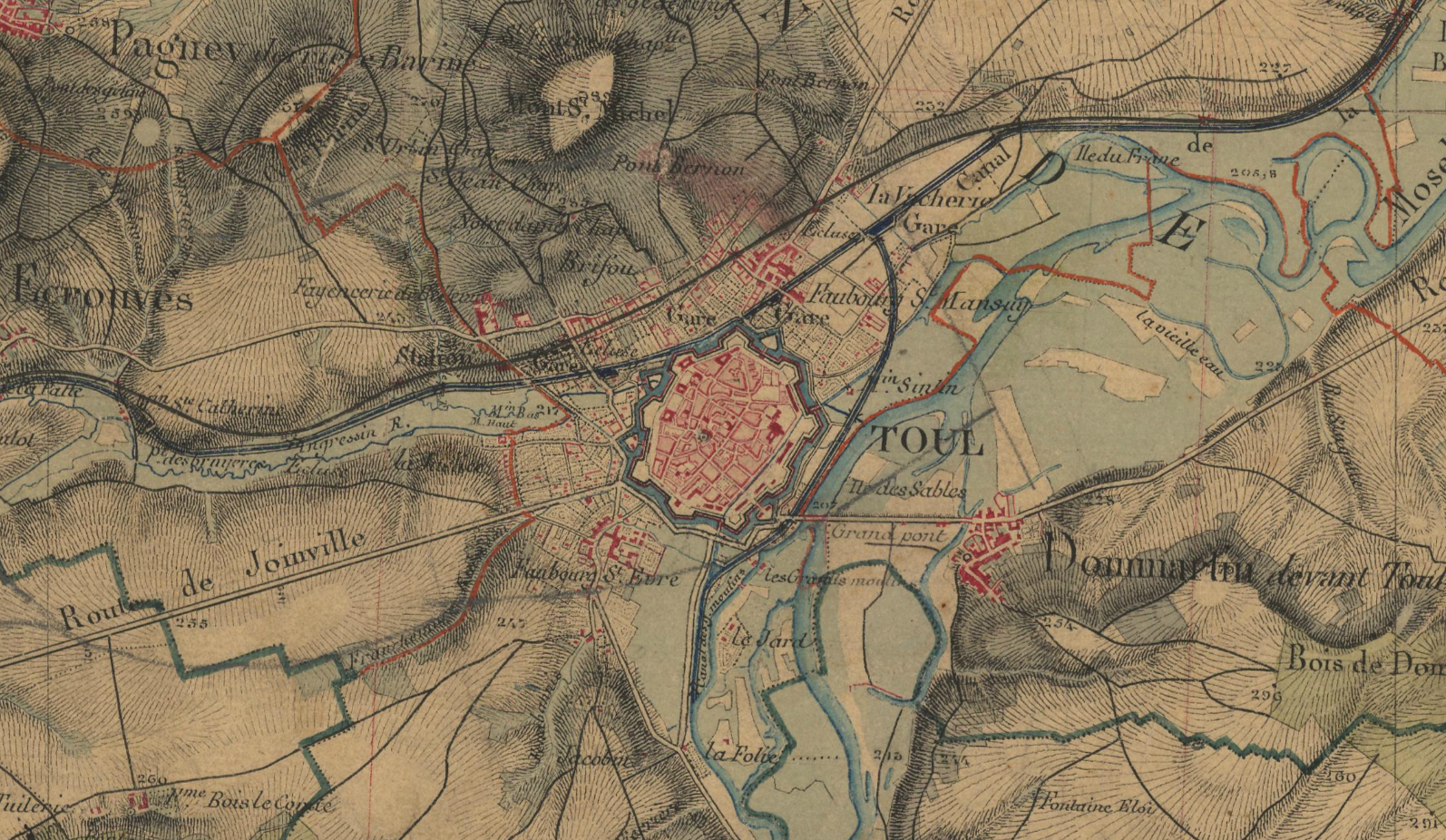
Mapa de Toul y sus alrededores en 1866

Zychlinski encabezó la columna de infantería al asalto de la fortaleza a las 12:45. La 3.ª Compañía de pioneros iba en vanguardia, inspeccionando los fosos. El grupo que les seguía debía vadear el foso y apoderarse la puerta norte de la fortaleza. Los pioneros alcanzaron el lado norte de la fortaleza bajo el fuego enemigo, pero descubrieron que la zona era difícil de franquear y buscaron asaltar más al este. Desde ahí empezaron a disparar contra la guarnición. El 93.º Regimiento de Fusileros avanzó hacia el lado norte y cruzó el foso principal a las 13:00, disparando a los soldados de la guarnición apostados en el revellín de la puerta norte. El 2.º Batallón se dirigió hacia el noroeste y se enfrascó en un tiroteo con la guarnición. El puente levadizo estaba alzado y no había ningún lugar fácil para el asalto. El 2.º Batallón del 27.º Regimiento avanzó hacia el lado occidental a través de campo abierto, por lo que sufrió abundantes bajas, entre ellas el jefe la unidad el mayor Joffroy.  Al alcanzar el glacis y recibieron el refuerzo del 1.º Batallón, que también tuvo muchas bajas, entre ellas el teniente coronel Werner. La brigada bávara de lanceros también llegó al lugar y empezó a batir la fortaleza con sus cañones.
La fortaleza resultó inmune al fuego de las baterías de artillería y la única manera tomarla era atravesar el foso principal y conquistarla por asalto. Un cañón pesado alemán disparó ocho veces a las 14:00 desde ochenta metros a la puerta frente al suburbio de St. Mansuy para destruirla y bajar el puente levadizo. El humo de la pólvora y los árboles hacían imposible apuntar, por lo que se abandonó el intento. Alvensleben ordenó abandonar el asalto entre las 15:00 y 16:00. Los alemanes retrocedieron escalonadamente para evitar bajas, aunque la artillería enemiga les infligió un duro castigo. El 2.º Batallón apostado al oeste no recibió la orden hasta las 19:00: había seguido disparando al enemigo y había sufrido copiosas bajas. Entonces se retiró hacia al norte con escasas pérdidas; los franceses optaron por no hacer salidas. Al llegar a su cuartel general, Alvensleben recibió orden del jefe del Segundo Ejército de emprender un nuevo asalto a Toul, pero descartó hacerlo e indicó al Segundo Ejército lo inconveniente de dedicar sus fuerzas a sostener un cerco dilatado. El IV Cuerpo continuó su avance hacia el oeste.

## Asedio
El jefe militar francés, el mayor Huck, tenía a su disposición 2375 hombres y 71 cañones de fortaleza. Los asediadores alemanes contaban a comienzos de septiembre con unidades de retaguardia (etappen) del 3.º Ejército prusiano, las compañías de artillería 4.º y 6.ª y los cañones franceses capturados en Marsal.
El mal tiempo y la aspereza del terreno complicaron los preparativos alemanes, pero por la noche del 9 al 10 de septiembre habían conseguido colocar tres baterías de artillería en la loma de la Côte Barine, protegidas por la infantería desde el terraplén del ferrocarril. Las baterías alemanas abrieron fuego a las 7:00, pero solo consiguieron incendiar algunas casas de la ciudad y desatar una intensa respuesta de la artillería francesa. Esta siguió castigando las posiciones alemanas el 11 de septiembre y el nuevo jefe alemán, Federico Francisco II, gran duque de Mecklenburgo-Schwerin, que acababa de llegar, decidió interrumpir el bombardeo de la ciudad. Federico Francisco había llegado para tomar el mando del asedio de Toul tras participar en el de Metz y contaba para conquistar la ciudad con la 17.ª División de Infantería, la 17.ª Brigada de Caballería, tres baterías de la 2.º División Landwehr. Las unidades alemanas llegaron a los alrededores de Toul el 12 y 13 de septiembre. Las fuerzas que habían sostenido el asedio hasta entonces pasaron a encargarse a proteger las líneas de abastecimiento en St. Dizier. La caballería alemana apostada en Ochey impidió que las unidades enemigas situadas en la meseta de Langres desbaratasen el asedio.
La 34.ª Brigada estaba desplegada en la meseta de Choloy, la 33.ª a ambas orillas del canal Marne-Rin y los alemanes estaban cerrando también el glacis al norte. El fuego francés no hizo mella apenas en las avanzadillas enemigas, que solo sufrieron trece bajas. Una inspección del 12 de septiembre convenció a Federico Francisco de emprender el bombardeo de la fortaleza desde el suroeste para rendirla. Al día siguiente partió a reunirse con el rey Guillermo I en Château-Thierry para recibir instrucciones.
La batería pesada de la 2.ª División Landwehr situada en el monte St. Michel empezó a batir a las tropas francesas y los puestos de observación en la torre de la catedral la mañana del 15 septiembre desde posiciones preparadas la noche anterior. Las baterías pesadas 5.ª y 6.ª de la 17.ª División de Infantería también se apostaron en el monte St. Michel el 16 de septiembre para silenciar a la artillería de la fortaleza francesa, que hasta entonces había respondido al castigo alemán. Tres compañías artillería pesada prusiana con veintiséis cañones de gran calibre y su munición llegaron a St. Robert por ferrocarril desde Nancy el 17 y 18 de septiembre. Los cañones fueron transportado en carros hasta los parques de artillería en la meseta de Choloy y en la Côte Marine, mientras la infantería de Ecrouves preparaba sus posiciones. Mientras, cuarenta y dos cañones de campaña batían la fortaleza el 18 de septiembre para distraer a los franceses de la operación de transporte.
El coronel Bartsch, jefe de la artillería de asedio, y el mayor Schumann, el principal oficial de ingenieros, planeó la dirección del ataque. Participarían en él doce baterías de asedio. Las baterías de asedio del monte St. Michel concentrarían su fuego en los bastiones tercero y cuarto, mientras que los cañones colocados en La Justice trataría de abrir brecha en los muros del cuarto bastión. Los pioneros alemanes construyeron un puente sobre el río en Pierre la Treiche el 20 de septiembre, mientras un destacamento de ingenieros bávaros destruyó un dique de canal cerca del suburbio de St. Mansuy. Los alemanes trataron de drenar el foso de la fortaleza desviando el agua del canal de Vauban al Mosela pero solo lo consiguieron en parte.

### Francotiradores
Grupos de francotiradores franceses hostigaban las líneas de comunicaciones del ejército enemigo en torno a París. La guarnición de Toul era tan escasa que los alemanes pudieron despachar la 33.ª Brigada de Infantería, el 11.º Regimiento de Lanceros y tres baterías a Châlons el 19 de septiembre para sumarse a otras unidades que defendían las líneas de comunicaciones.

### Bombardeo final y capitulación
La artillería de asedio prusiana construyó emplazamientos para los cañones con la ayuda de cinco compañías de infantería la tarde del 22 septiembre. Una compañía de fusileros ocupó St. Evre la noche del 21 al 22 septiembre y varios cañones pesados y tres baterías de campaña bombardearon la ciudad sin cesar durante el día desde el monte St. Michel para proteger las obras. Once baterías con sesenta y dos cañones y obuses empezaron a bombardear la plaza a las 5:30 del 23 de septiembre, mientras Federico Francisco observaba la operación desde la Côte Barine. El fuego alemán derruyó los cuarteles y polvorines franceses que se hallaban cerca de las fortificaciones. La artillería francesa respondió con escasa eficacia al bombardeo enemigo y se limitó a incendiar, con la colaboración de la infantería, los suburbios de St. Evre y St. Mansuy.
Los franceses izaron la bandera blanca en la catedral a las 15:30. El mayor Huck envió una carta a los alemanes en la que declaraba su disposición a capitular. Los soldados de la guarnición fueron hechos prisioneros y enviados a un campamento en la carretera de Choloy y el 3.º Battallón del 90.º Regimiento y dos compañías de fusileros ocuparon la ciudad esa tarde. El gran duque entró en ella al frente de las tropas a la mañana siguiente.

## Consecuencias
El 2.º Batallón del 90.º Regimiento quedó encargado de las labores de guarnición de la plaza mientras que la artillería de asedio prusiana marchó a castigar Soissons. Los cañones franceses capturados en Marsal y Toul pudieron emplearse contra Verdún. Se prolongó el tramo de ferrocarril en poder alemán, acercando los trenes a París, tanto por la conquista de Toul y como por la victoria en el Asedio de Estrasburgo el 28 de septiembre. Los alemanes utilizaron 5034 proyectiles de artillería, metralla y bombas durante el asedio entre el 16 y el 23 agosto y el 10 y el 23 de septiembre.

### Bajas
Un oficial y veinticinco soldados franceses murieron, ocho oficiales y ochenta soldados fueron heridos, ciento nueve oficiales y dos mil doscientos cuarenta soldados fueron apresados y también ocho civiles murieron y veinte resultaron heridos. Los alemanes se apoderaron de tres estándares del 3.º Regimiento de Dragones y del águila de un regimiento de Guardia Móvil. El bombardeo alemán destruyó tres cuarteles y varios edificios privados, pero los estragos en general fueron mínimos en la ciudad. Las pérdidas francesas en armas y víveres fueron enormes: 71 cañones de fortaleza, 30 000 dotaciones de armas, 2800 sables, 102 toneladas de pólvora, 143 000 raciones de alimentos y 50 000 raciones del maíz.
Las bajas alemanas en la operación de conquista ascendían el 16 de agosto a 6 oficiales y 41 soldados muertos, 11 oficiales, 1 ayudante de cirujano y 129 soldados heridos y 9 soldados desaparecidos. Los alemanes perdieron asimismo cinco caballos en el cerco y otros nueve resultaron heridos. Apenas tuvieron más bajas entre el 27 de agosto y el 23 de septiembre: 7 soldados muertos, 1 oficial y 27 soldados heridos y 1 caballo también herido.